# Birkir Sævarsson
Birkir Sævarsson (Reykjavík, 11 de novembro de 1984) é um futebolista islandês, que atua como zagueiro. Atualmente defende o Valur.

## Seleção
Está na seleção islandesa desde 2007.
 Ele fez parte do elenco da Seleção Islandesa de Futebol da Eurocopa de 2016.

## Títulos
Brann
- Copa da Liga Islandesa: 2008

Valur
- Campeonato Islandês: 2007
- Copa da Islândia: 2005